# Vilgot Johansson
Vilgot Amandus Johansson, född 17 oktober 1932 i Skärhamn i Stenkyrka församling, Tjörns kommun, död 25 juli 2023 på samma plats, var en svensk redare och varvsindustriägare.
Vilgot Johansson, som var son till köpmannen Mandus Johansson och bror till Lars Johansson, växte upp i Skärhamn på Tjörn. 
Bröderna Lars och Vilgot Johansson återstartade efter andra världskriget familjens försäljning av bränslen utmed Bohuslänskusten för Shell med bunkerbåten Hero och köpte i ett partrederi 1951 den första egna båten, den lilla kusttankern Ängö. Tillsammans med brodern Lars byggde han så småningom upp ett komplicerat organiserat företagsimperium med bas i Skärhamn på Tjörn. Johanssongruppen stod på sin höjdpunkt under 1970-talet, då den som mest hade över 3.000 anställda.
Lars Johansson och Vilgot Johansson gick 1979 i samband med krisen i deras varvsbolag i personlig borgen för lån från staten. Ett antal av Johanssongruppens företag gick i konkurs 1982, och Vilgot Johansson gick i personlig konkurs. Avvecklingen av Johanssongruppen blev komplicerad och först i slutet av 1980-talet kunde merparten av konkurserna avslutas. Vilgot Johansson stred därefter   med staten om återbetalning av lånet till Riksgäldskontoret.